# Взуття на річці Дунай
Взуття на річці Дунай (угор. Cipők a Duna-parton) — меморіал на згадку про жертви Голокосту, встановлений в 2005 на березі Дунаю в Будапешті.

## Історія
Масові розстріли євреїв в Будапешті проводилися членами угорської нацистської партії «Схрещені стріли» в кінці Другої світової війни, в 1944 — початку 1945. Щоб не займатися похованням, нацисти розстрілювали жертв на березі річки, для економії куль сковуючи ланцюгом 50—60 людей і стріляючи тільки в першого — падаючи, він тягнув за собою інших.
Євреїв привозили до дунайської набережної на вантажівках, наказували зняти взуття і відвозили на баржах у невідомому напрямку. Залишене на набережній взуття йшло на продаж або використовувалося членами партії для власних потреб.

## Пам'ять
Ідея меморіалу на набережній Дунаю належала режисерові Кену Тогаю і була втілена угорським скульптором Дьюлою Пауером.
Усі пари взуття — автентичні копії моделей 1940-х років.
За експозицією встановлена кам'яна лава із залізними пам'ятними табличками з написами трьома мовами — угорською, англійською та івритом:
|  | На згадку про жертв, розстріляних на Дунаї ополченцями «Схрещених стріл» у 1944-45 Установлено 16 квітня 2005 Оригінальний текст (англ.) To the memory of the victims shot into the Danube by Arrow Cross militiamen in 1944—45 Erected 16 April 2005 |

Довжина лави дорівнює протяжності ряду взуття — 40 метрів, висота — 70 сантиметрів.
Пам'ятник встановлено на Пештському березі Дунаю, недалеко від будинку парламенту Угорщини. Відкриття відбулося 16 квітня 2005 року, в Міжнародний день пам'яті жертв Голокосту.
До пам'ятника приносять квіти, на набережній залишають запалені лампадки.

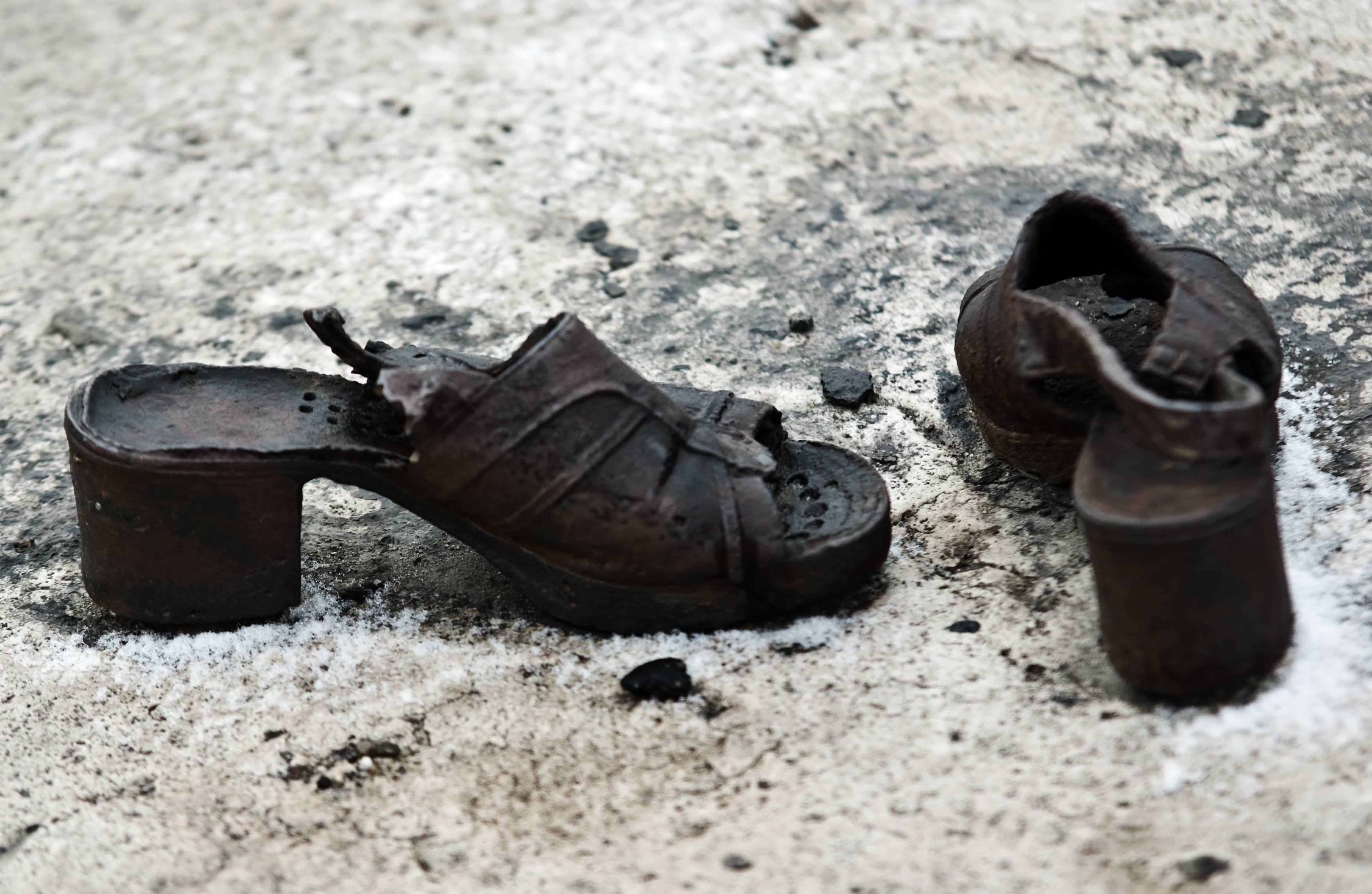
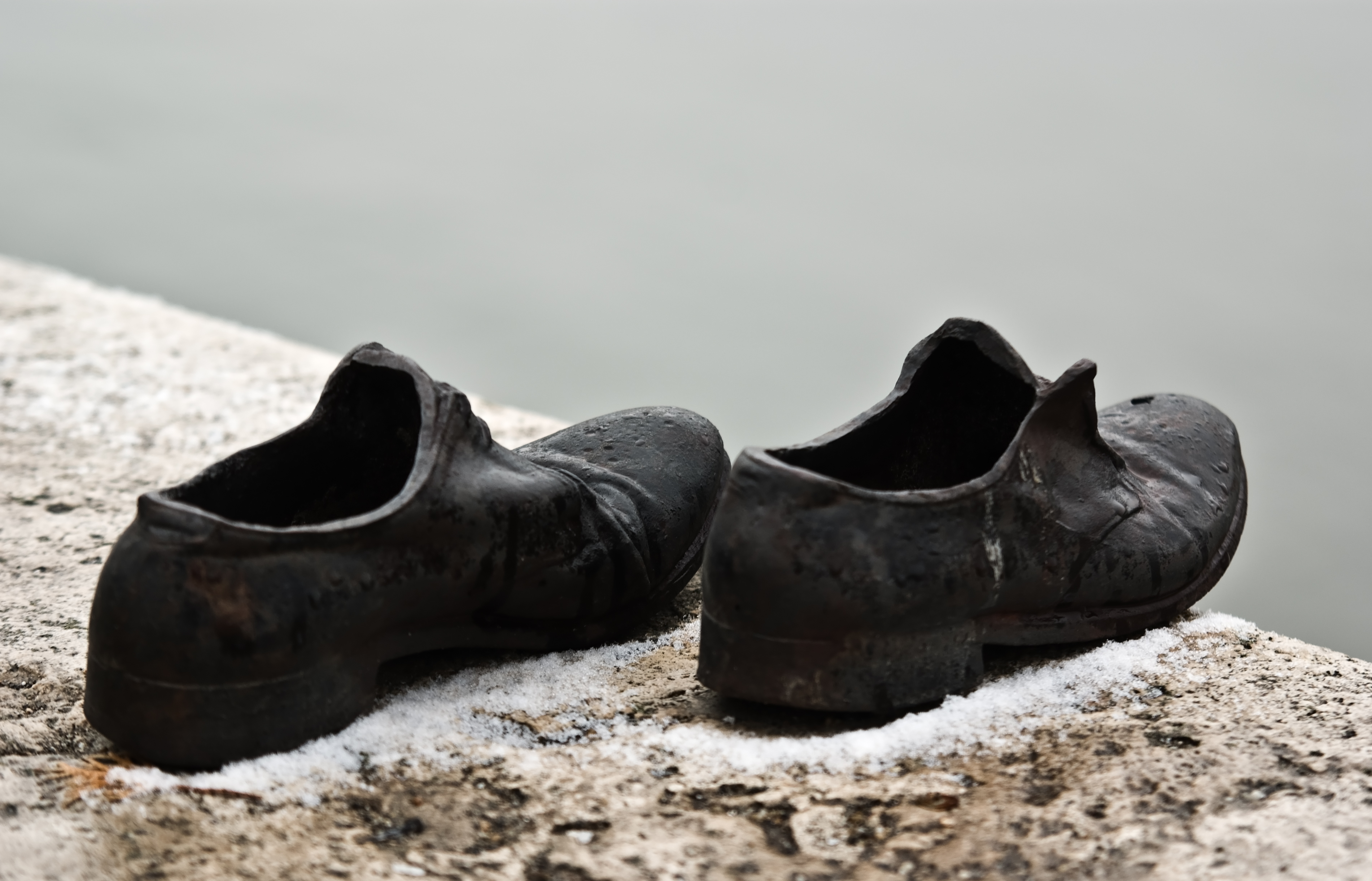
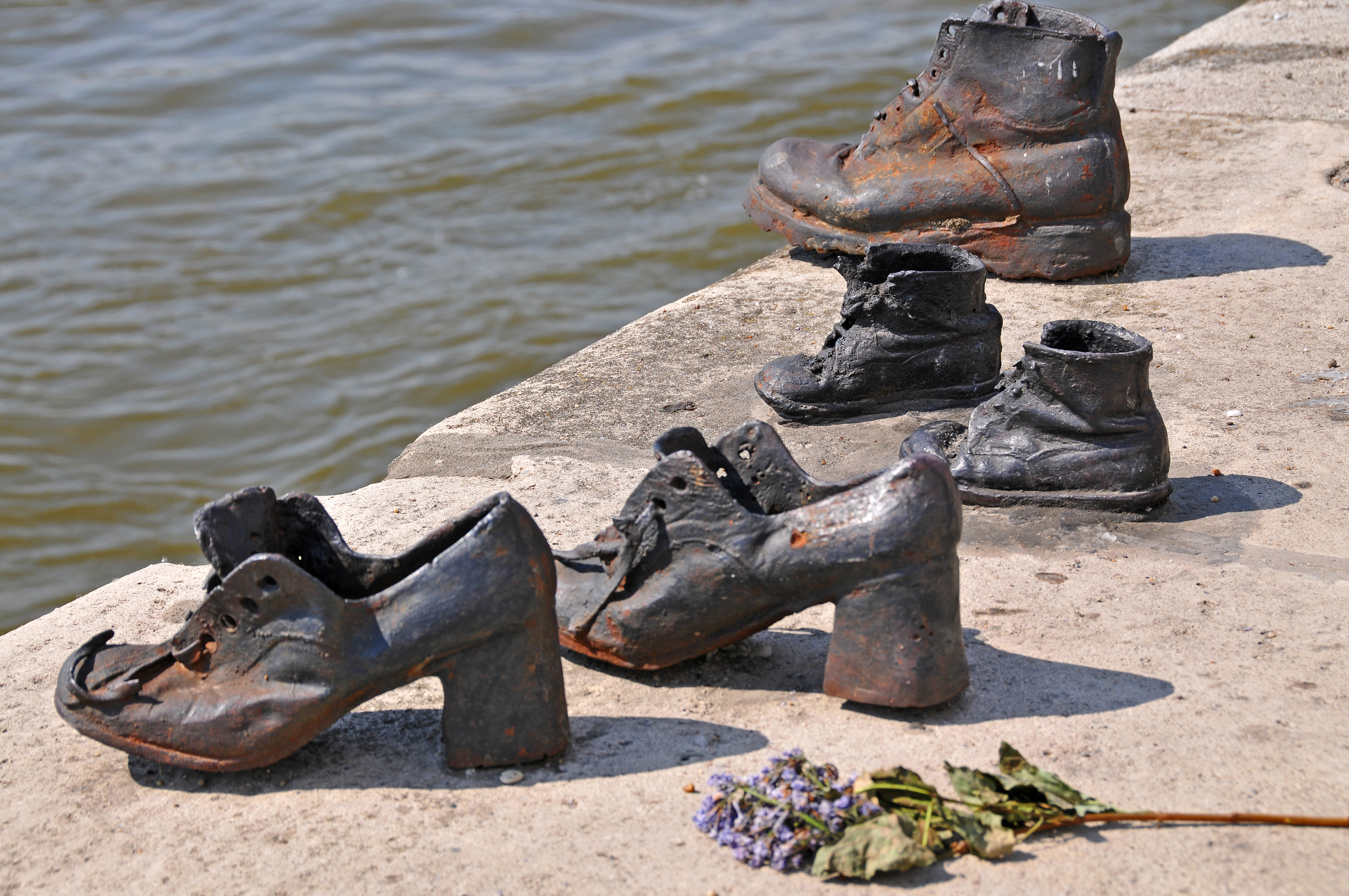
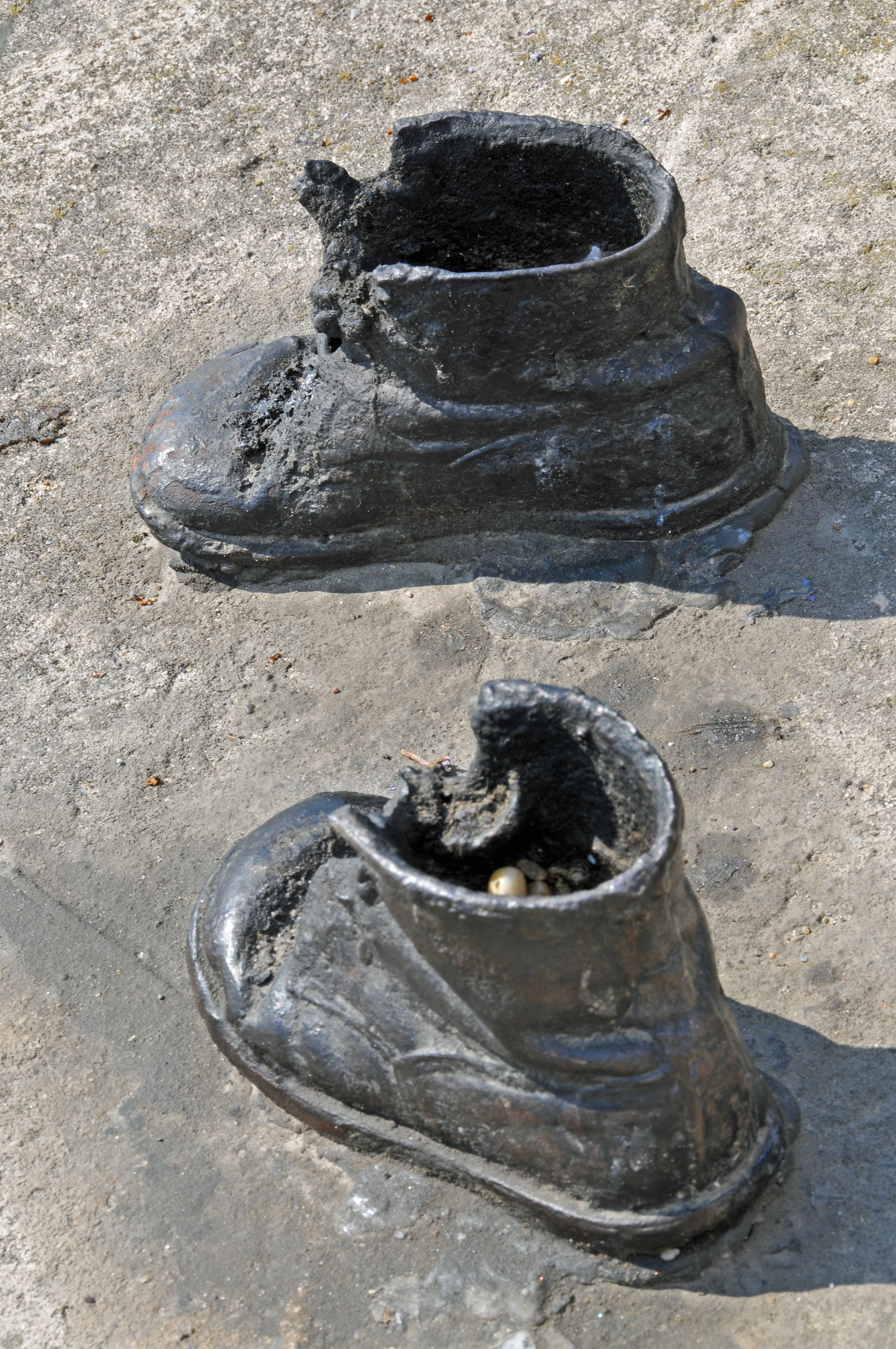

## Сьогодення
27 березня 2022 року монумет було використано в акції вшанування пам‘яті загиблих у Маріуполі під час російського вторгнення в Україну. Поруч із бронзовим взуттям, з’явилося 300 пар ношеного взуття, в пам'ять про щонайменше 300 жінок, дітей і людей похилого віку, яких вбила російська авіабомба, скинута на сховище у Маріупольському драмтеатрі.